# Jules Laroche (acteur)
Pour les articles homonymes, voir Jules Laroche et Laroche.
Jules Laroche (né Jules-Armand-Félix Laroche le 29 janvier 1841 à Paris et mort le 14 novembre 1925 à Rédené) est un acteur français.

## Théâtre

### Hors Comédie-Française
- 1862 : Léonard d'Édouard Brisebarre et Eugène Nus, théâtre de la Gaîté : Léonard
- 1866 : Le Maître de la maison d'Édouard Foussier et Jules Barbier, théâtre de l'Odéon
- 1887 : Beaucoup de bruit pour rien de William Shakespeare, théâtre de l'Odéon : Don Juan
- 1888 : La Marchande de sourires de Judith Gautier, théâtre de l'Odéon : Ivashita
- 1899 : La Tosca de Victorien Sardou, théâtre Sarah-Bernhardt : Cesare Angelotti
- 1899 : La Samaritaine d'Edmond Rostand, théâtre Sarah-Bernhardt
- 1900 : L'Aiglon d'Edmond Rostand, théâtre Sarah-Bernhardt : Frédéric de Gentz
- 1902 : Jean La Cocarde d'Eugène Gugenheim et Georges Le Faure, théâtre de l'Ambigu-Comique : Général Brémond
- 1903 : Le Roman de Françoise de Louis Leloir, théâtre de l'Ambigu-Comique
- 1904 : Nana d'après Émile Zola, théâtre de l'Ambigu-Comique : Comte Muffat
- 1904 : Les Cambrioleurs de Paris d'Henri Kéroul et Gardel-Hervé, théâtre de l'Ambigu-Comique
- 1905 : La Fille de Jorio de Gabriele D'Annunzio, Nouveau-Théâtre
- 1905 : Scarron de Catulle Mendès, théâtre de la Gaîté
- 1905 : Les Oberlé d'après René Bazin, théâtre de la Gaîté
- 1906 : L'Attentat d'Alfred Capus et Lucien Descaves, théâtre de la Gaîté
- 1907 : Les Bouffons de Miguel Zamacoïs, théâtre Sarah-Bernhardt
- 1907 : Adrienne Lecouvreur de Sarah Bernhardt, théâtre Sarah-Bernhardt
- 1907 : L'Affaire des poisons de Victorien Sardou, théâtre de la Porte Saint-Martin
- 1909 : La Fille de Pilate de René Fauchois, théâtre de la Porte Saint-Martin
- 1909 : Lauzun de Gustave Guiches et François de Nion, théâtre de la Porte Saint-Martin
- 1913 : Jeanne Doré de Tristan Bernard, théâtre Sarah-Bernhardt
- 1920 : Les Bonaparte de Léo Larguier, théâtre de l'Odéon

### Carrière à la Comédie-Française
Entrée  en 1870
Nommé 298e sociétaire en 1875
Départ en 1893
- 1862 : Le Mariage de Figaro de Beaumarchais : Pédrille
- 1862 : Le Fils de Giboyer d'Émile Augier : Comte d'Outreville
- 1870 : Britannicus de Jean Racine : Néron
- 1872 : Esther de Jean Racine : Assuérus
- 1872 : Andromaque de Jean Racine : Pyrrhus
- 1872 : Le Misanthrope de Molière : Alceste
- 1875 : Bataille de dames d'Eugène Scribe
- 1875 : Julie d'Octave Feuillet : Maxime de Turgis
- 1875 : Zaïre de Voltaire : Nérestan
- 1875 : La Fille de Roland de Henri de Bornier : Ragenhardt
- 1875 : Le Philosophe sans le savoir de Michel-Jean Sedaine : Vanderk fils
- 1876 : Le Mariage de Victorine de George Sand : Alexis Vanderck
- 1876 : Rome vaincue d'Alexandre Parodi : Lentulus
- 1880 : Le Bourgeois gentilhomme de Molière : Dorante
- 1881 : Le Mariage de Figaro de Beaumarchais : Almaviva
- 1884 : Smilis de Jean Aicard : Commandant Richard
- 1885 : Antoinette Rigaud de Raimond Deslandes : Rigaud
- 1888 : Le Flibustier de Jean Richepin : Pierre
- 1890 : Le Bourgeois gentilhomme de Molière : Dorante
- 1892 : Par le glaive de Jean Richepin : Rasponi